# Batracomorphus pelamys
Batracomorphus pelamys är en insektsart som beskrevs av George Willis Kirkaldy 1906. Batracomorphus pelamys ingår i släktet Batracomorphus och familjen dvärgstritar. Inga underarter finns listade i Catalogue of Life.